# Bahía de Vatsa
La Bahía de Vatsa es una bahía en el extremo sur de la península de Paliki en Cefalonia, Grecia. Esta es un área que se encuentra fuera de las principales ciudades y pueblos de Kefalonia y conserva un encanto rural para el visitante. No hay transporte público y el acceso tiene que realizarse con un vehículo.
La bahía de Vatsa fue colonizada en la época romana. Un mosaico con un tridente y delfines de una villa romana se exhibe en el Museo Arqueológico de Cefalonia. Los venecianos usaron la bahía como un astillero.